# Giacomo Grimaldi Durazzo
Giacomo Grimaldi Durazzo (* 1503 in Genua; † 1579 ebendort) war der 69. Doge der Republik von Genua.

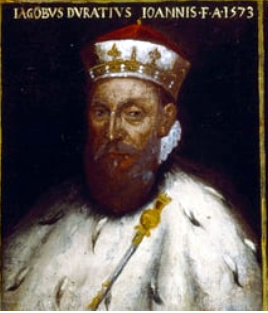
Giacomo Grimaldi Durazzo

## Leben

Wappen der Familie Durazzo

### Politisches Leben vor der Dogenherrschaft
Vermutlich wurde er um 1503 in Genua als Sohn von Giovanni Durazzo und Margherita Mosa geboren. Er war das erste von sechs Kindern (Pietro, Antonio, Bernardo, Nicolò und Vincenzo), die dem Ehepaar geboren wurden. Giacomo war Mitglied der bedeutenden Adelsfamilie Durazzo, die ursprünglich aus Albanien stammte, um das 14. Jahrhundert nach Genua kam und im Seiden- und Textilhandel tätig war. Sein Vater Giovanni bekleidete ebenfalls für die Republik verschiedene öffentliche Ämter und stärkte das Prestige der Familie Durazzo, die ab 1528 im Albergo della nobiltà genovese eingetragen und mit der Familie Grimaldi verbunden war.
Auch sein Sohn Giacomo begann bald seine politische Tätigkeit für Genua und seine Republik. Nachdem er bereits Ehrenämter mit politischer Verantwortung bekleidet hatte, reiste er im Jahr 1533 mit vier Adligen nach Porto Venere um dem Papst im Namen der Republik zu huldigen. Papst Clemens VII. war auf dem Weg nach Marseille, um König Franz I. von Frankreich zu treffen. Ebenfalls in einer ähnlichen Aufgabe traf er 1538 in Piacenza mit Papst Paul III. zusammen, der auf dem Weg nach Nizza war.
Als Senator der Republik von 1556 bis in die frühen 1570er Jahre, wurde er 1573 einer der obersten Syndikatoren.

### Die schwierige Dogenernennung
Seine Ernennung zum Dogen fand in einem sehr turbulenten politischen und sozialen Klima statt. Ab den 1560er Jahren wuchsen in Genua die Spannungen zwischen den beiden – „alten“ und „neuen“ – Hauptadelsgeschlechtern immer stärker an, auch wegen den neuen internationalen politischen Szenarien (insbesondere in den Beziehungen zwischen Spanien mit Karl V., Frankreich mit Franz I. und dem Heiligen Stuhl) und dem Tod von Admiral Andrea Doria im Jahr 1560. Letzterer war nie Doge, wurde jedoch immer als politischer Führer oder Ratgeber bei den politischen, kommerziellen und bündnispolitischen Entscheidungen der Republik Genua angesehen. Es ist kein Zufall, dass einige Dogen von Doria im Wahlrat „unterstützt“ oder „wärmstens empfohlen“ wurden, besonders in heiklen politischen Phasen für Genua.
Insbesondere das umstrittene „Garibetto-Gesetz“, das Andrea Doria im Jahr 1547 nach der gescheiterten Fieschi-Verschwörung wollte, um damit dem „alten“ Adel mehr Gewicht verleihen, entzürnte die Mitglieder des „neuen“ Adel. Der neue Adel strebte auf jeder Art und Weise die Abschaffung des Gesetzes an, das als vorteilhafter für die edelsten und ältesten genuesischen Familien angesehen wurde. Schon bei jeder Neubesetzung öffentlicher Ämter oder republikanischer Kommissionen war der Gegensatz zwischen den Parteien stets stark und man war um eine Art politisches Gleichgewicht bemüht – es wechselten sich immer wieder Mitglieder der „neuen“ und „alten“ als Dogen in der Führung ab –, so kam es 1573 zu einer neuen Auseinandersetzung um die Ernennung des neuen Dogen, der nach dem Dogen des „alten“ Giannotto Lomellini ein Mitglied des „neuen“ Adels sein sollte.
Ein großer Teil der genuesischen Bevölkerung war durch einen weiteren internen politischen Konflikt verärgert. Die „neue“ Partei schürte die Revolte und Unzufriedenheit der Handwerker, vor allem nach der Einführung neuer Steuern zur Unterstützung des Krieges in Korsika, das sich ebenfalls in Aufruhr befand. Die „neuen“ versuchten dem Großen Rat als Dogenkandidaten die fünf Adligen Davide Vacca, Francesco Tagliacarne, Giacomo Senestraro, Matteo Senarega und Tommaso Carbone vorzuschlagen, die alle offen auf der Seite der „neuen“ Fraktion standen. Auf der anderen Seite schlug der „alte“ Adel, „gemäßigte“ Personen – unter den Kandidaten war Giacomo Grimaldi Durazzo – als Dogen der Republik vor.
Da es nicht möglich war, in kurzer Zeit eine Einigung zu finden, war es der Senat selbst, der trotz der gegenteiligen Meinung von drei der fünf obersten Syndikatoren und der Magistratur zur Kontrolle von Ernennungen und Gesetzen die Wahl beschleunigte, indem man die Abstimmung und dann eine Stichwahl unter den ersten vier Kandidaten verlangte. Darunter war auch der „neue“ Kandidat der „alten“ Adligen, Giacomo Grimaldi Durazzo, der am 16. Oktober 1573 unerwartet zum neuen Dogen der Republik Genua gewählt wurde, dem 24. seit der 2-Jahres-Reform und dem 69. in der republikanischen Geschichte. In der „alten“ Fraktion herrschte große Zufriedenheit: In der Substanz und in der Praxis wurde ein „alter“ Doge im Erscheinungsbild eines „neuen“ Doge gewählt. Die Wahl wurde auch vom Kaiser von Spanien begrüßt.

### Dogeat und Bürgerkrieg
Im ersten Jahr seines Dogenamtes traf Giacomo Grimaldi Durazzo in Genua mehrere italienische und ausländische Würdenträger, darunter den spanischen Botschafter Juan de Idiaquez, der die republikanische Hauptstadt besuchte, um die sich anbahnende innenpolitische Situation zu beobachten, die sich 1575 faktisch zu einem regelrechten Bürgerkrieg entwickelte. Die beiden Fraktionen, die alten und die neuen, standen sich im Senat gegenüber, wo mittlerweile zwei verschiedene Repräsentanten die Befehle und Ratschläge in ihren jeweiligen Lagern diktierten. Unterstützt von den Adelsgeschlechtern wurde die Stimmung auch in der Bevölkerung verbreitet.
Trotzdem empfing der Doge weiterhin offizielle Besuche, wie z. B. den Herzog von Alba und im Februar 1574 den spanischen Kardinal Pedro Pacheco Ladrón de Guevara oder im November desselben Jahres Juan de Austria, der feststellte, dass der Konflikt auszubrechen drohte.
Während des Karnevals von 1575 inszenierte ein vom „neuen“ Adel organisiertes Turnier öffentlich und symbolisch das zukünftige politische Szenario, das bald in der ligurischen Hauptstadt stattfand. Inzwischen war Genua mitten in der Revolte einige Tage lang von bewaffneten Zusammenstößen zwischen den beiden Fraktionen auf den Straßen betroffen. Insbesondere übernahmen die „neuen“ mit Unterstützung der Handwerker die Kontrolle gegen den „alten“ Adel, trotz der Versuche der letzteren, die Menge zu „beruhigen“, indem sie sie auf ihre Seite zog.
Am 15. März 1575 akzeptierte die Regierung die Forderungen des neuen Adels, wie z. B. die Abschaffung des Garibetto-Gesetzes, die Abschaffung der Weinsteuer, die Erhöhung der Löhne für die Weber und die Möglichkeit neuer Einträge im Albergo des genuesischen Adels, gegen die sich der „alte“ immer gewehrt hatte. Vergeblich versuchten die Adligen der „alten“ Fraktion, diese unter Zwang getroffenen und verordneten Entscheidungen der Regierung zu verhindern. Sie begannen die Stadt zu verlassen und mit Hilfe von Andrea Doria die Rückeroberung vorzubereiten.
Politisch war die Situation fast in den Händen der „Neuen“, während die „Alten“ nun im Senat in der Minderheit waren. In diesem angespannten Klima wurde von mehreren Seiten die Vermittlung zwischen den Fraktionen mit der direkten Intervention Spaniens und des Heiligen Stuhls gesucht. Am 16. April wurde Kardinal Giovanni Morone von Papst Gregor XIII. und in der ersten Augusthälfte der Herzog von Gandia im Auftrag des Königs von Spanien als Friedensstifter geschickt. Der Versuch beide Parteien zu versöhnen war jedoch vergeblich, so dass die alten Adligen die genuesische Regierung nun für illegitim hielten. All dies geschah in der zweijährigen Amtszeit eines Dogen Grimaldi Durazzo, der sich seltsam still oder zumindest der Innenpolitik enthielt, oder vielleicht, wie es einige Historiker betrachten, vorübergehend „blockiert“ oder absichtlich zur einzigen institutionellen Figur degradiert war.
Gegen September gab es aufgrund des Ablaufs des Dogeats einen vorübergehenden Waffenstillstand und am 17. Oktober wurde   Prospero Centurione Fattinanti, ein Vertreter des neuen Adels, zum Dogen ernannt.

### Nach dem Dogeat und die letzten Jahre
Zum immerwährenden Prokurator ernannt, beteiligte er sich nur wenig an den politischen Aktivitäten Genuas. Sein Name erschien später zusammen mit dem ehemaligen Dogen Luca Spinola in Zusammenhang mit einem Prozess und erneut für die Überprüfung der Schriften des Marchese Alfonso Del Carretto über die Stadt Ventimiglia auf.
Er diktierte sein Testament am 14. Dezember 1577 und starb 1579 in Genua, wo sein Leichnam in einer Kapelle der örtlichen Kirche Sant’Ambrogio beigesetzt wurde.

### Privatleben
Nach den gesicherten Geburtsdaten seiner Kinder heiratete Giacomo Grimaldi Durazzo in hohem Alter Maria Maggiolo di Vincenzo, von der drei Söhne und vier Töchter geboren wurden: Giovanni (verheiratet mit der Schwester des zukünftigen Dogen Alessandro Giustiniani Longo), Pietro (der im Zweijahreszeitraum 1619–1621 Dogen wurde und ein Mitglied der Familie Saluzzo heiratete), Agostino (Herr von Gabiano und Ehemann der Schwester des Dogen Giovanni Francesco Brignole Sale), Lucrezia (verheiratet mit einem Balbi), Maddalena (Ehefrau des Dogen Federico De Franchi Toso), Battina (verheiratet mit einem Balbi) und Laura.